# Karl Axel Gadd
Karl Axel Gadd, folkbokförd Karl-Axel Gadd, född 20 oktober 1910 i Hunnebostrands församling i Göteborgs och Bohus län, död 22 september 1997 i Norums församling i Stenungsund i Göteborgs och Bohus län, var en svensk målare.
Han var son till skepparen Karl Hilmer Gadd och Alma Josefina Johansson. Gadd studerade för Sigfrid Ullman vid Valands målarskola 1937-1938 och för Nils Nilsson 1938-1942 samt under studieresor till bland annat Italien, Schweiz och Frankrike. Separat ställde han ut på Olsens konsthall i Göteborg 1950 och han medverkade i ett flertal samlingsutställningar. Hans konst består av stilleben, porträtt, landskap ofta med kustbilder i olja eller akvarell. Han är representerad med landskapsmålningar vid ett flertal skolor bland annat i Stockholm, Göteborg och Önnestad.
Gadd gifte sig 1942 med konstnären Ruth Birgit "Bibbi" Bergqvist (född 1922) och är far till Ulf Gadd, Pia Gadd och Niklas Gadd.